# リュートを弾く道化師 (ハルス)
『リュートを弾く道化師』（リュートをひくどうけし、仏: Le Bouffon au luth、英: The Lute Player）は、1623年か1624年に17世紀オランダ黄金時代のハールレムの画家フランス・ハルスが制作したキャンバス上の油彩画である。ハルスは名の知れた人物の肖像画に加えて、風俗画を思わせる名もなき人物の絵画を描くことにもその才能を発揮したが、本作は後者に属する作品で、その中でも最初期の1点である。道化師の衣服を着て、リュートを弾いて笑っている役者を描いている。本作は、ギュスターヴ・ロットシルド男爵 (1829–1911年) により1873年に購入され、1世紀以上ロットシルド家の所有であったが、1984年にパリのルーヴル美術館に収蔵された。

## 作品
この絵画は、1883年に美術史家のヴィルヘルム・フォン・ボーデに、1909年エルンスト・ヴィルヘルム・モースに、そして、1910年にホフステーデ・デ・フロートにより記述されている。デ・フロートは、以下のように書いている。
98番。マンドリンを持つ愚者。B. 45、M. 216。半身像。男が半分右を向いている。黄色の縁取りのある赤い衣服を着ている。 髪は長く、赤と黄色の帽子を被っている。頭部は、顔が全部見えている。左手の上の方を向いている。右手で、マンドリンの弦に触れている。左手は、マンドリンの柄の部分を握っている。非常に自由に描かれている。とりわけ素晴らしいのは、様々なコントラストのある肌の色合い、衣服の赤と黄色、そして目の中の光の反射である。 [95番と比較のこと]  画面上部の右側に「F. H.」の署名あり。キャンバス、約29 X 24 インチ。複製 (B. 16、M. 216を参照)  がアムステルダム国立美術館所蔵、1907年の目録、1093番。26 X 24 インチ、オリジナル作品より下部が小さい。パリのギュスターヴ・ロットシルド男爵コレクションの所蔵。
半身像のリュート奏者の主題はイタリア起源であり、オランダの画家ディルク・ファン・バビューレンが1662年、自身のリュート奏者の絵画により、この主題を初めて北部ネーデルラントに導入した。バビューレンの奏者は、口を開け、歌を歌って、リュートを鑑賞者の方に向けている。ハルスの奏者は、あたかも画面に登場していないもう1人の歌手、または音楽家といっしょに演奏しているかのように上を向き、自然に笑っている。本作は、ゆるやかな筆触のある、ハルスの大まかな絵画技法のよい例である。
茶目っ気たっぷりに笑う道化師はまるで生き写しのようである。そうした印象は、狭い縁取りによる構図、光と影の生き生きとしたゆらめき、肌や服を扱う前述の大まかな筆触によってもたらされている。モデルの顔は、自身が奏でる音楽や、おそらく少々飲み過ぎたワインのせいで活気づいているようである。本作は、イタリア・バロック絵画の巨匠カラヴァッジョの様式や、バビューレンなどユトレヒト・カラヴァッジェスキ (カラヴァッジョ派)の作品に類似している。赤と黒の縞模様の衣装はその古典的特性ゆえに、作品のコンメディア・デッラルテの趣をさらに高めるために選ばれたのかもしれない。作品に漂う快活さの根底には、厳粛な寓意、あるいは、道徳的な意味が込められていると考えるのが妥当である。聴覚の寓意、もしくは現世の快楽の儚さを象徴するヴァニタスではないかといわれている。
ハルスの作品の中に役者が登場していることは知られている。この作品に描かれている人物も役者なのであろう。その場合、本作は上流階級の顧客による注文という状況で、社会の周辺の人物を表しているのかもしれない。役者は、社会の中に位置づけられない存在であり続けた。あるいは、画面の人物は宮廷楽師を表しているのかもしれない。
アムステルダム国立美術館にある同時代の複製は、作品を写し取ったエングレービングにもとづき、1626年の制作とされている。この複製は、ハルス自身、ハルスの弟のディルク・ハルス、またはユディト・レイステルの作として様々な帰属がなされている。

## 関連作
ハルスによる他の2点のリュート奏者の絵画

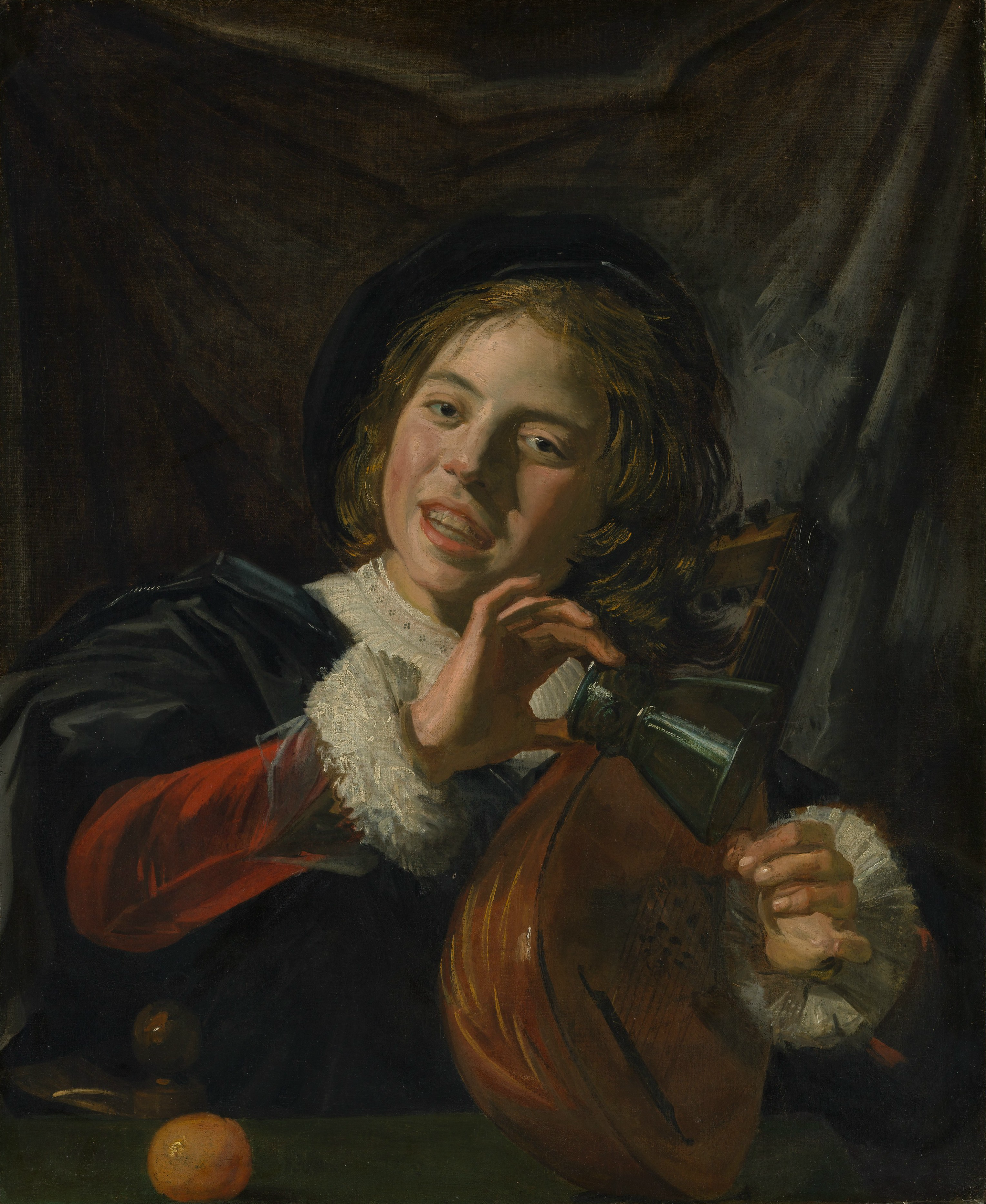
『爪の検査（英語版）』
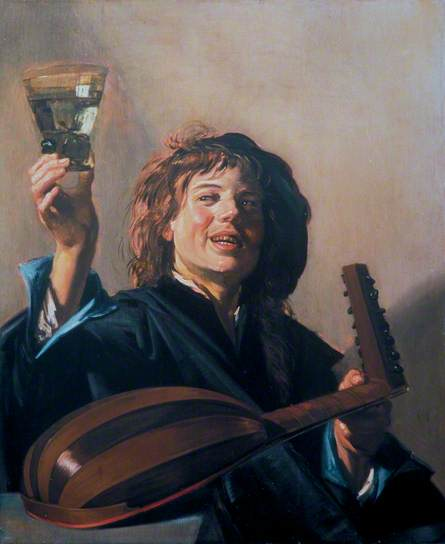
『グラスとリュートを持つ少年（英語版）』

バビューレンに影響を受けたのはハルスだけではなかった。 ヘンドリック・テル・ブルッヘンは、1620年代に何点かのリュート奏者の絵画を描いたが、バビューレンとハルスの要素を組み合わせたような作品もある。しかし、テル・ブルッヘンのより遅い時期の作品は、ハルスの様式にもっと近づいている。

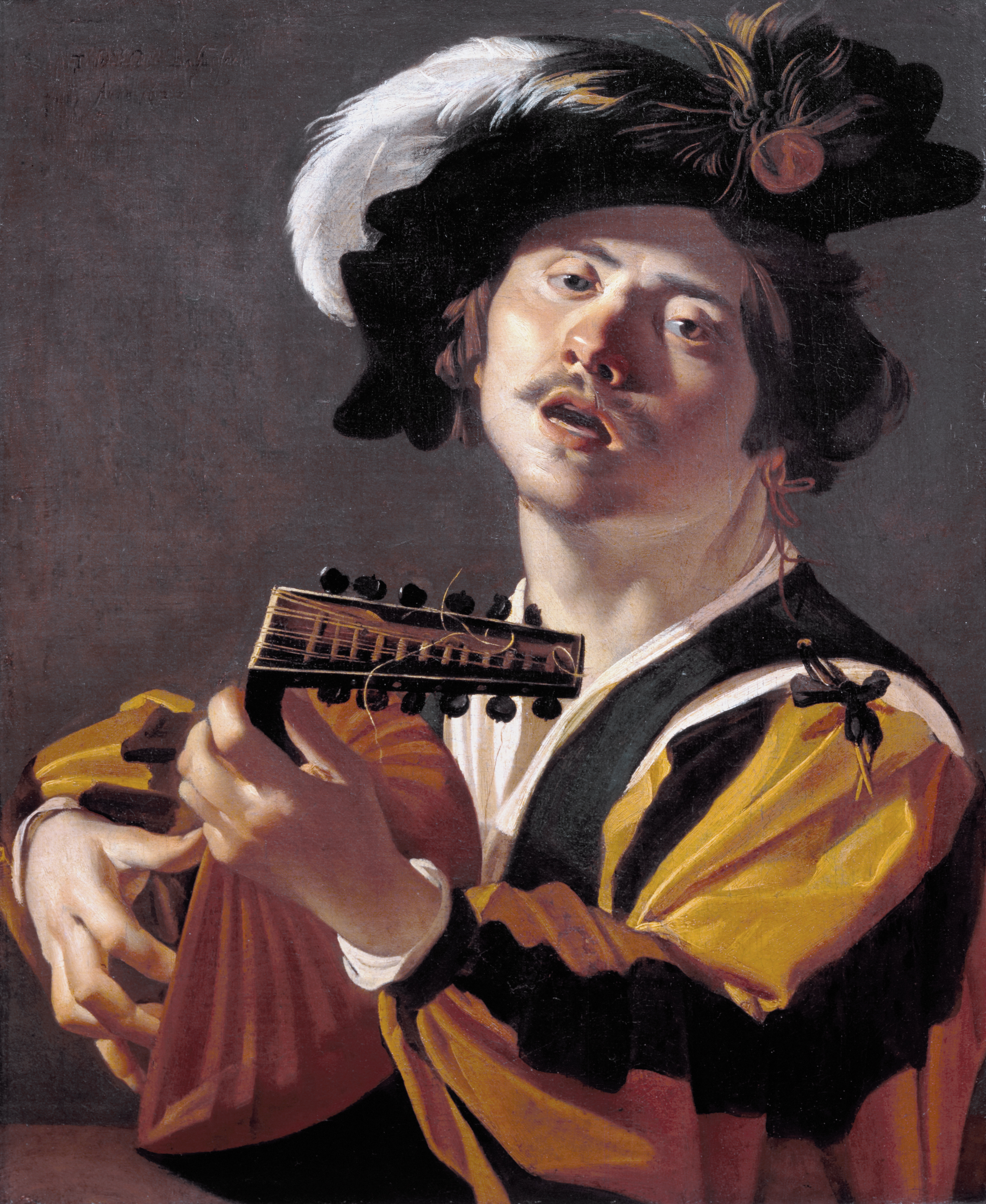
ディルク・ファン・バビューレンの最初の『リュート奏者』 (1622年)
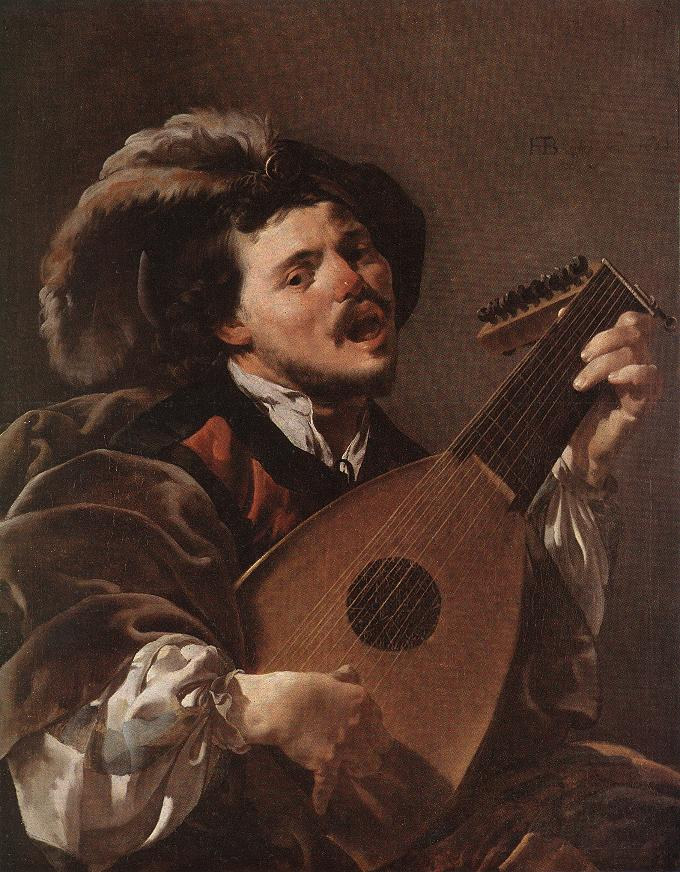
ヘンドリック・テル・ブルッヘンの『リュート奏者』 (1624年)
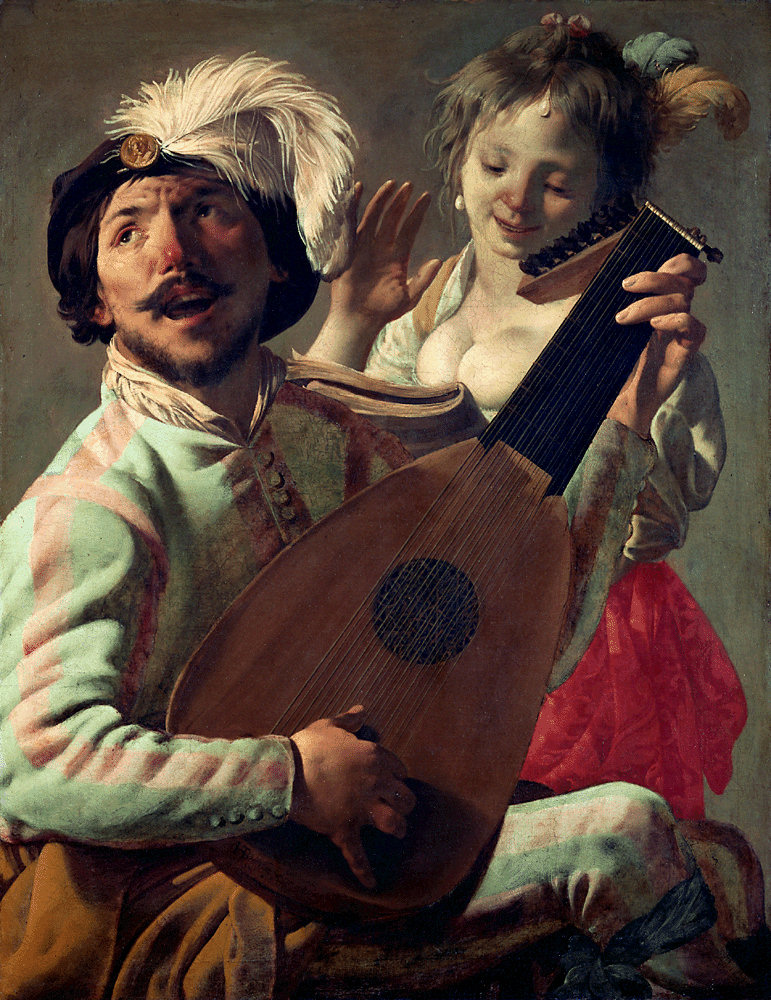
ヘンドリック・テル・ブルッヘンの『デュエット』 (1628年)
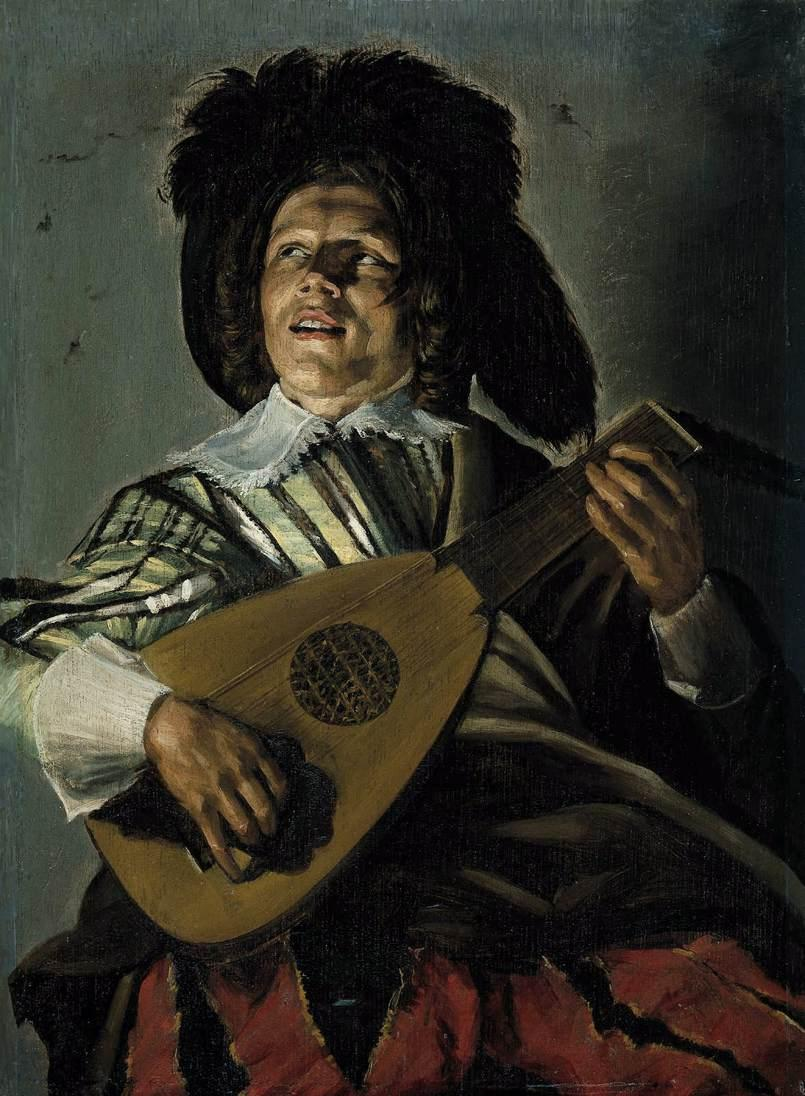
ユディト・レイステルの『セレナーデ』(1629年)

## 後世への影響
本作は、他の画家たちによって複製されてきた。たとえば、1651年のダーフィット・バイリーの『自画像』の中に描かれ、また、ヨセファス・アウグスティヌス・ブレンターノといっしょにいるアドリアーン・デ・レリーの『自画像』にも、ブレンターノのコレクションにあった本作が壁に掛けられて描かれている。手のポーズや上向きの笑顔など本作の部分もまた、複製されてきた。ヤン・ステーンの笑っている『リュートを弾く自画像』 (ティッセン＝ボルネミッサ美術館、マドリード) などがその例である。

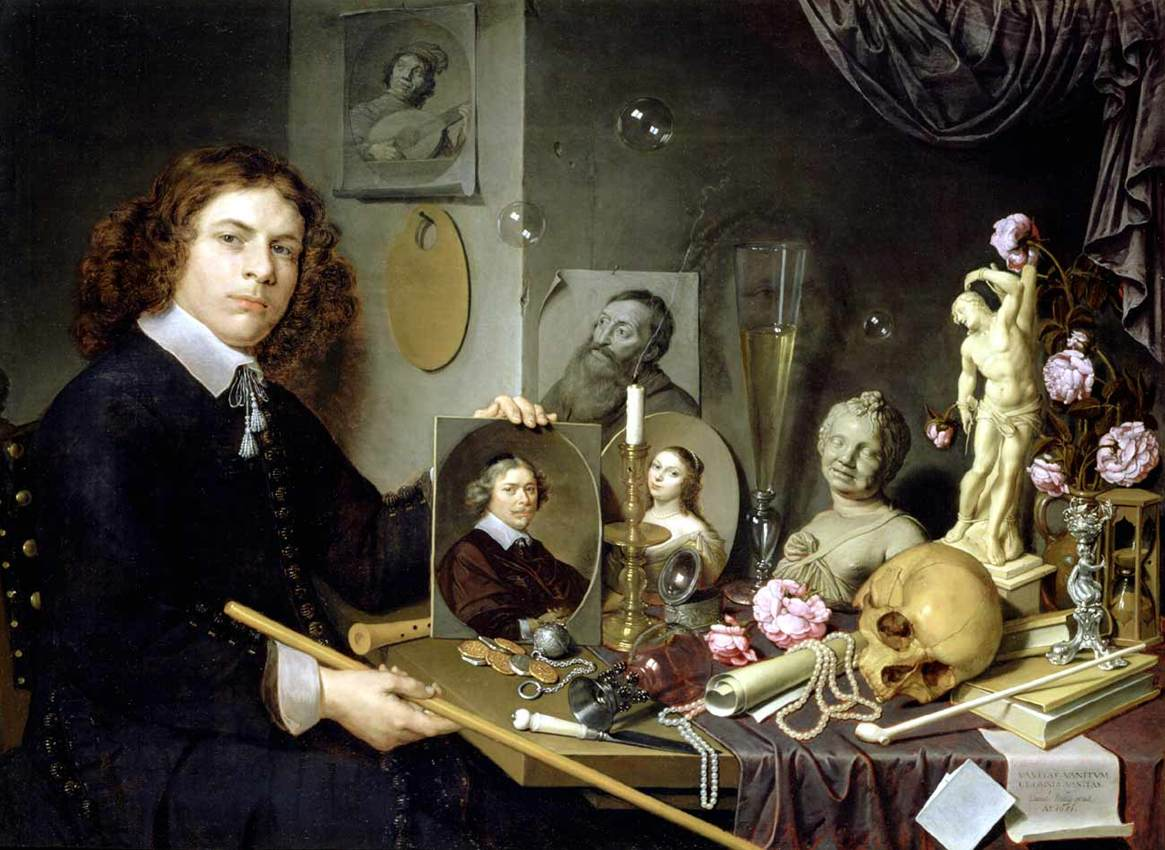
ダーフイット・バイリーの『自画像』。壁にハルスの本作のスケッチがある。
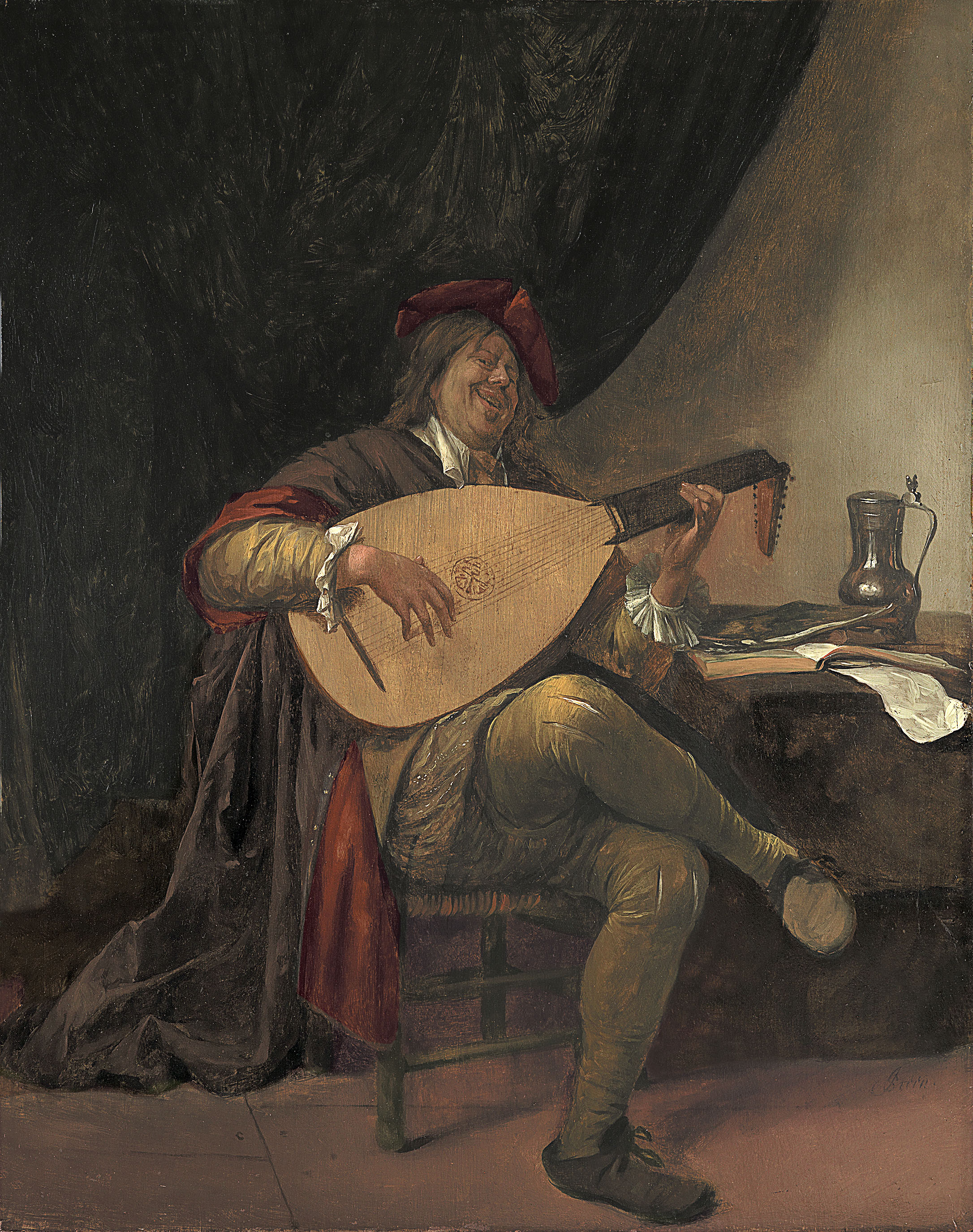
ヤン・ステーンの『リュートを弾く自画像』
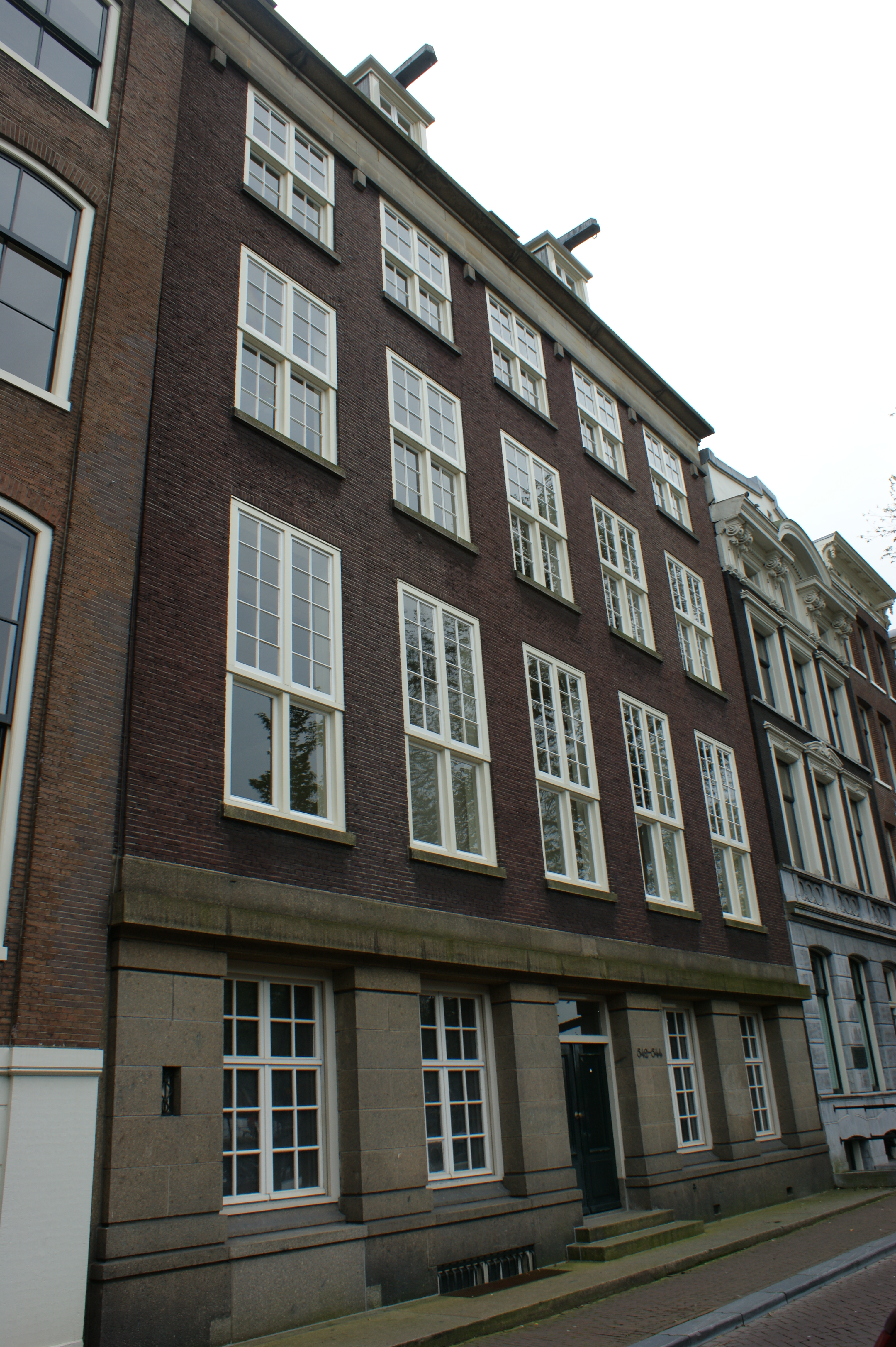
ヘレンフラハト（英語版） 542-544番地。美術収集家アウグスティヌス・ブレンターノのギャラリーがあった場所。